# 螺旋藻
螺旋藻通常是指兩種供人類及動物食用的節螺藻屬的藍藻——極大湖螺藻（學名Limnospira maxima）及鈍頂湖螺藻（學名Limnospira platensis）的通稱。這兩個品種原先被分入螺旋藻屬（學名Spirulina），後被分入節螺藻屬、湖螺藻属，但習慣上仍被稱作“螺旋藻”。螺旋藻在世界各地都有廣泛培植及用作膳食補充劑，通常為藥丸狀、片狀及粉狀。牠亦在水產業、水族箱及家禽中被用作飼料的補充劑。2008年台灣大學醫檢所的論文，利用細胞模式探討藻精蛋白的機制，結果發現藻精蛋白會抑制「輪狀病毒」的蛋白質合成，同時也具有抑制「呼吸道融合病毒」及「第三型副流感病毒」進入細胞的能力。

## 歷史
相信最早使用螺旋藻作為食物的是在十六世紀墨西哥的阿茲特克人，根據荷南·科爾蒂斯的士兵的描述，當時他們從德斯科科湖採摘螺旋藻及混入玉米薄餅售賣。阿茲特克人稱呼它為「特脆特拉脫兒」（tecuitlatl），意思是石頭的排泄物。螺旋藻於1960年代由法國科學家所發現，但卻未有顯示作為食物之用。第一台大型生產螺旋藻的機器就是於1970年代在那兒建立的。
螺旋藻在乍得也有著很久遠的歷史，最早可追溯至九世紀的卡內姆－博爾努帝國。他們今日仍然會被食用，烘乾成為叫作「Dihé」的薄餅，用來製作清湯之用，且會在市集上出售。螺旋藻是從乍得湖中採集的。

## 養份及其他化合物
按每100干品算，螺旋藻富含各种营养成分。其实际营养价值取决于食用量，在一般5-10g数量时基本不明顯。

### 蛋白質
不同于其他大部分藻类，螺旋藻異常地包含大量蛋白質，視乎來源的佔干重約55-77%，且包含人类的所有必需胺基酸。但與動物蛋白質如肉類、蛋或奶比較，其蛋氨酸、半胱氨酸及賴氨酸的份量則較少。若與植物蛋白質比較，如大豆、莢果，則較優越。

### 脂肪酸

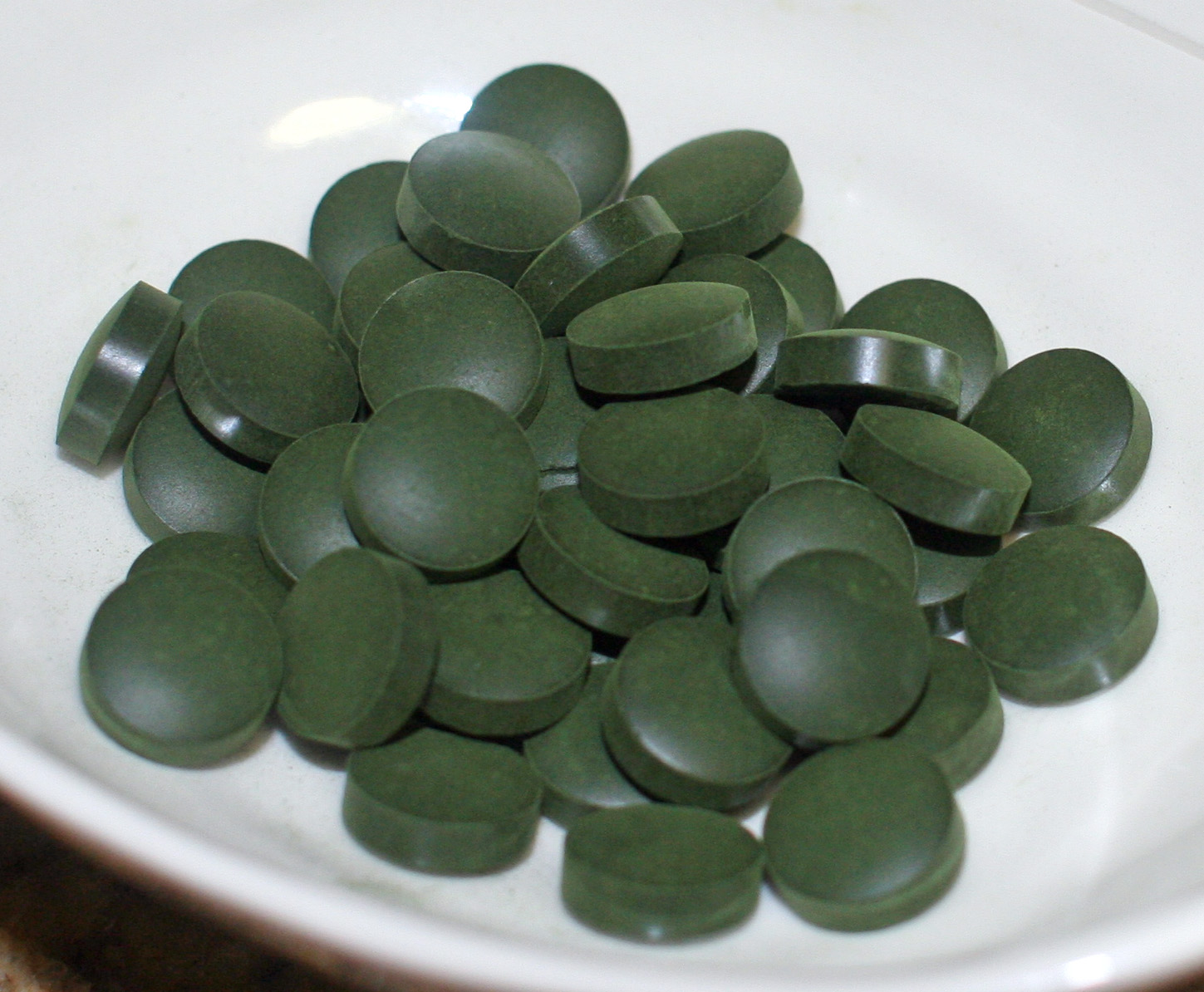
一般市面上可以購買得到的有機螺旋藻錠狀食物

螺旋藻有著豐富的γ次亞麻油酸（GLA）。但是若要獲得與1g的月見草油或500mg的琉璃苣油相等份量的γ次亞麻油酸，則要有5-10g的螺旋藻才可。螺旋藻亦提供少量的其他脂肪酸，如α次亞麻油酸（ALA）、亞麻油酸（LA）、十八碳四烯酸（SDA）、二十碳五烯酸（EPA）、二十二碳六烯酸（DHA）及花生四烯酸（AA）。

### 維生素
螺旋藻包含大量的維生素，如B1（硫胺）、B2（核黃素）、B3（煙酸）、B6（吡哆醇）、B9（蝶醘谷氨酸）、B12（鈷胺素）、維生素C、維生素D及維生素E。螺旋藻內維生素B12的生物利用度倍受質疑。有些試驗嘗試確定維生素B12的存在。當中最聞名的是美國藥典使用萊士曼氏乳酸杆菌來試驗。使用這種方法的研究指螺旋藻有著生物最低利用的維生素B12。但是，這個方法的缺點是沒有分開人類及非人類的生物利用維生素B12。另一個由螺旋藻種植人所進行的實驗指牠們是生物利用維生素B12的重要來源。

### 礦物質
螺旋藻乾含很豐富的鉀，同時亦含有鈣、鉻、銅、鐵、鎂、錳、磷、硒、鈉和鋅。

### 光合色素
螺旋藻包含很多色素，如葉綠素a、葉黃素、β胡蘿蔔素、海膽烯酮、藍藻葉黃素、玉米黃素、斑蝥黃質、硅藻黃素、3'羥基海膽酮、β隱黃質、顫藻黃質，加上藻膽蛋白的C藻藍素及異藻藍素。

## 毒素
藍菌生物含有神經毒素BMAA（β-N-methylamino-L-alanine），BMAA已證實會對動物產生強烈的毒性，加速動物腦神經退化、四肢肌肉萎縮等等，小量BMAA積累已能選擇性殺死從老鼠的神經元。蓝菌的次生代谢产物微囊藻毒素（Microcystin）有非常強的毒性，可能會嚴重损害肝脏，引致肝癌。1996至1999年間，美國俄勒冈健康部門（Oregon Health Division）曾對市面上87種藍菌及螺旋藻保健食品進行測試，發現其中有85種保健食品含有微囊藻毒素。节螺藻本身不产生这些毒物，但养殖环境经常会受到其他藍菌污染。
螺旋藻含有苯丙氨酸，對於有代謝性毛病的苯丙酮尿症病患來說，由於他們的身體不能代謝這種氨基酸，應避免進食含螺旋藻的食物，以免苯丙氨酸在腦內積累，造成損害。另外，由於螺旋藻只是營養補充劑，所以其生產及品質無需受到美國食物及藥品管理局的監管。

## 健康及治療效用的證據
因為藍藻含有毒素，螺旋藻的健康及治療效用一直備受質疑。很多贊成的主張都是著重螺旋藻包含的個別養份，如γ次亞麻油酸（GLA）、不同的抗氧化劑等，而不是著重直接食用螺旋藻。螺旋藻含有的所有营养如维生素，全部均可以在一般正常食物中找到，根本没有食用必要，但螺旋藻却会另外对重金属产生富集作用。2008年，云南省疾控中心就对市场上25个品牌的螺旋藻进行检验，发现重金属铅和镉的含量均超标。另外，螺旋藻食品所含的毒素，也是值得关注的问题。當中的研究包括有試管實驗、動物實驗及臨床實驗。比較三種的研究方法，試管實驗可以提供在人體內類似的結果，但卻不足以提供對人體效用的證據；動物實驗能提供較確實的證據，但卻不能代表人體內有同樣的效用；而臨床實驗則是最理想的方法去提供證據。

### 試管實驗
試管實驗證實螺旋藻可以阻礙人類免疫缺陷病毒（HIV）在人類T細胞、周邊血液單核細胞及朗格漢細胞進行複製。

### 動物實驗
動物實驗證實螺旋藻幫助防止因在化學治療使用多柔比星造成的心臟損害，且不影響它的抗腫瘤功能。螺旋藻亦可降低中風的嚴重性及促進中風後的運動康復。牠亦可以回復因年老所造成的記憶及學習衰退，並且能防止及治療過敏性鼻炎。

### 臨床實驗
臨床實驗提供了證據顯示螺旋藻可以改善因慢性砷中毒造成的黑變病及角化病。牠們更能幫助因感染HIV及非因感染HIV而營養不良的孩童改善體重及貧血問題。另外，螺旋藻亦可以防止過敏性鼻炎。
此外，一項在78位韓國60歲以上老年人進行的雙盲隨機對照試驗顯示，每天服用8公克的螺旋藻補充劑連續16週的受試者，相比服用安慰劑者，其膽固醇水平顯著降低，一些免疫系統功能指標如白細胞介素(IL-2)和超氧化物歧化酶 亦顯著提升。超氧化物歧化酶能保護細胞受到氧化損傷。值得注意是該研究是由韓國的著名財閥CJ希杰集團所進行，研究文獻的作者群並無包括大學學術單位。